# Harmens
Harmens var en svensk släkt.
Släkten har kognatiskt ursprung i släkterna Törne och Hising samt Bureätten, genom Magdalena Törne, hustrun till den äldste kände stamfadern, Henrik Harmens som enligt uppgift kom från Stralsund och sedan verkade i Stockholm som kryddkrämhandlare. 1723 blev han såsom delägare en av fyra direktörer i det Stockholmsbolag som köpte upp Vedevåg i Linde, vilket vid tiden var Sveriges största järn- och stålmanufakturverk.
Henrik Harmens och Magdalena Törne hade en dotter och tre söner, Dorotea, Lars, Carl och Gustaf Harmens. Dorotea Harmens blev stammoder till ätten Riben. Lars Harmens övertog faderns vd:skap i Vedevåg till 1737, året fadern avled, varpå han ägnade sig åt bergsbruk inom Bergskollegiums regi. Han är känd för Harmens register om det svenska bergsbruket, samt för verksrelationer för Sala, Avesta och Vedevåg. Hans bror Carl Harmens var konsul i Lissabon. Gustaf Harmens var professor i medicin vid Lunds universitet. Hans hustru var Margareta Liboria von Hegardt som adlats för fadern domprostens förtjänster och vars mor var en von Caroswanten. Genom hustruns arv kom stora egendomar till Gustaf Harmens gren av släkten, däribland järnbruket Fågelfors och säteriet Åsebo. Sonen major Henrik (1749–1811) adlades 1809 af Harmens. Den andre sonen, Gustaf Harmens (1752–1831), var häradshövding. 
Som översättare verkade en Hans Harmens (1686–1752). I egenskap av officiell statlig översättare (rikstranslator) utförde denne översättningen från engelska till svenska av andra delen av Two Treatises on Government av John Locke, som den svenska regeringsmakten lät trycka på kungliga tryckeriet 1726 (Johan Lockes Oförgripelige tankar om werldslig regerings rätta ursprung, gräntsor och ändamål), av allt att döma som ett led i att sprida argument för det statsskick som införts genom ny Regeringsform efter Karl XII:s död samt genom 1723 års Riksdagsordning.
Släkten är numera utgången i Sverige.